# Rose Lichtenstein

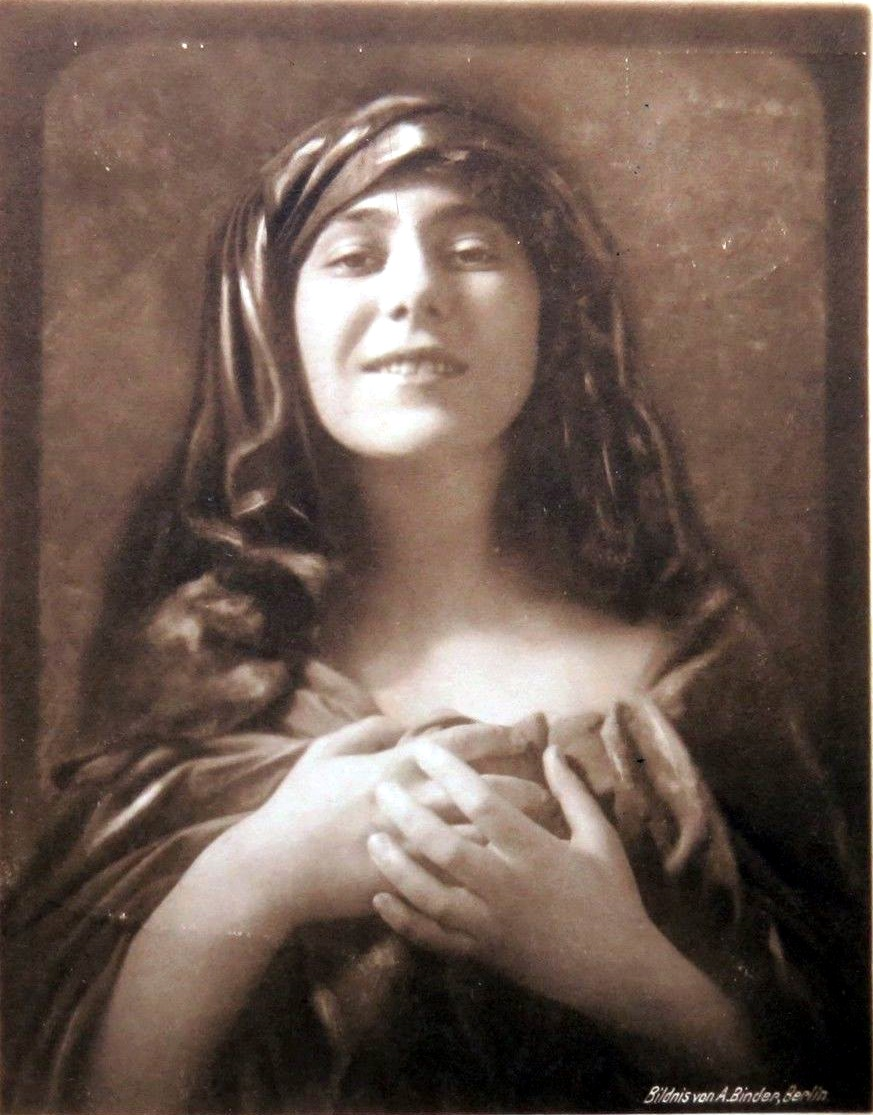
Rose Liechtenstein

Rose Lichtenstein, o Rosa Liechtenstein (Landsberg an der Warthe, 26 marzo 1887 – Tel Aviv, 22 dicembre 1955), è stata un'attrice tedesca teatrale e cinematografica.

## Filmografia
- Freitag, der 13. - Das unheimliche Haus, 2. Teil, regia di Richard Oswald (1916)
- Arme Eva Maria, regia di Joe May (1916)
- Die Japanerin, regia di Ewald André Dupont (1919)
- Die Bodega von Los Cuerros, regia di Erik Lund (1919)
- Il cuore del Casanova (Das Herz des Casanova), regia di Erik Lund (1919)
- Das Gebot der Liebe, regia di Erik Lund (1919)
- Dramma nelle catacombe (Das Geheimnis des Amerika-Docks), regia di Ewald André Dupont (1919)
- Moral, regia di Eugen Illés (1920)
- Die Tigerin, regia di Ernst Wendt (1922)
- M - Il mostro di Düsseldorf (M - Eine Stadt sucht einen Mörder), regia di Fritz Lang (1931) - non accreditata